# Trochoidea (nadfamilija)
Trochoidea je nadfamilija malih do veoma velikih vetigastropodnih morskih puževa sa škrgama i pokrovom. Vrste unutar ove nadfamilije imaju sedef kao unutrašnji sloj školjke. Porodice unutar ove nadfamilije uključuju Trochidae, vrhunske puževe. Ova nadfamilija je najveća nadfamilija vetigastropoda, i sadrži više od 2.000 vrsta.
Ovaj takson nije isto što i rod plućnih kopnenih puževa koji se piše na isti način: Trochoidea (rod).

## Taksonomija

### Taksonomija 2005.
Ova nadporodica se sastojala od sledećih devet porodica (prema taksonomiji Gastropoda autora Bouchet & Rocroi, 2005]]):
- Trochidae Rafinesque, 1815
- Calliostomatidae Thiele, 1924 (1847)
- † Elasmonematidae Knight, 1956
- † Eucochlidae Bandel, 2002
- † Microdomatidae Wenz, 1938
- † Proconulidae Cox, 1960
- Solariellidae Powell, 1951 - sinonim: Minoliinae Kuroda, Habe & Oyama, 1971
- † Tychobraheidae Horný, 1992
- † Velainellidae Vasseur, 1880

### Taksonomija 2017.
Williams et al. (2008) su izvršili dalja poboljšanja taksonomije Trochoidea. Revidirana taksonomija kako su je definisali Bouchet et al. (2017) rezultirala je sledećim porodicama. Porodice fosila, koje su uslovno uključene u ovu listu, zasnovane su na Tracey et al. (1993) 
- Angariidae Gray, 1857
- † Anomphalidae Wenz, 1938
- † Araeonematidae Nützel, 2012
- Areneidae McLean, 2012
- Calliostomatidae Thiele, 1924 (1847)
- Colloniidae Cossmann, 1917
- Conradiidae Golikov & Starobogatov, 1987
- † Elasmonematidae Knight, 1956
- † Epulotrochidae Gründel, Keupp & Lang, 2017
- † Eucochlidae Bandel, 2002
- Liotiidae Gray, 1850
- Margaritidae Thiele, 1924
- †Metriomphalidae Gründel, Keupp & Lang, 2017
- † Microdomatidae Wenz, 1938
- †Nododelphinulidae Cox, 1960
- Phasianellidae Swainson, 1840
- † Proconulidae Cox, 1960
- † Sclarotrardidae Gründel, Keupp & Lang, 2017
- Skeneidae Clark W., 1851
- Solariellidae Powell, 1951
- Tegulidae Kuroda, Habe & Oyama, 1971
- Trochidae Rafinesque, 1815
- Turbinidae Rafinesque, 1815
- † Tychobraheidae Horný, 1992
- † Velainellidae Vasseur, 1880
- Trochoidea (unassigned)

Nedodeljen porodici je:
- Margarella Thiele, 1893 - Margarella rosea pripada Cantharidinae,[7] but Margarella antarctica belongs to Calliostomatidae/Thysanodontinae as Carinastele antarctica.[7]

Nomen dubium
- Ataphridae Cossmann, 1915

Porodice dovedene u sinonimiju
- Crosseolidae Hickman, 2013: sinonim za Conradiidae Golikov & Starobogatov, 1987
- Cyclostrematidae P. Fischer, 1865: sinonim za Liotiidae Gray, 1850
- Delphinulidae Stoliczka, 1868: sinonim za Angariidae Gray, 1857
- Gazidae  Hickman & McLean, 1990: sinonim za Margaritidae Thiele, 1924
- Minoliinae Kuroda, Habe & Oyama, 1971: sinonim za Solariellidae Powell, 1951
- † Parataphrinae Calzada, 1989: sinonim za † Proconulidae Cox, 1960
- Stomatellidae Gray, 1840: sinonim za Stomatellinae Gray, 1840
- Stomatiidae Carpenter, 1861: sinonim za Stomatellinae Gray, 1840
- Tricoliidae Woodring, 1928: sinonim za Tricoliinae Woodring, 1928 (promena ranga)

## Literatura
- Hickman C. S. & McLean J. H. (1990). „Systematic revision and suprageneric classification of trochacean gastropods”. Science Series of Natural History Museum of Los Angeles County. 35: 1—169.
- Hickman C.S. (1992). „Reproduction and development of Trochacean gastropods”. The Veliger. 35 (4): 245—272.
- Geiger, Daniel L.; Christine E. Thacker (2005). „Molecular phylogeny of Vetigastropoda reveals non-monophyletic Scissurellidae, Trochoidea, and Fissurelloidea” (PDF). Molluscan Research. 25 (1): 47—55. doi:10.11646/mr.25.1.6.
- Williams, Suzanne T. (2012). „Advances in molecular systematics of the vetigastropod superfamily Trochoidea”. Zoologica Scripta. 41 (6): 571—595. doi:10.1111/j.1463-6409.2012.00552.x.